# Nationale Commissie voor Internationale Samenwerking en Duurzame Ontwikkeling
Nationale Commissie voor Internationale Samenwerking en Duurzame Ontwikkeling (NCDO) was het Nederlandse kennis- en adviescentrum voor burgerschap en internationale samenwerking. NCDO voerde onderzoek uit, gaf trainingen en stimuleerde de meningsvorming over mondiale thema’s door publicaties te verzorgen en de discussie op gang te brengen. NCDO werkte daarbij samen met overheid en politiek, maatschappelijke organisaties, bedrijfsleven en wetenschap. NCDO kreeg zelf haar financiering van de overheid. NCDO was gevestigd in Amsterdam. In 2017 zijn de uitvoerende werkzaamheden van NCDO beëindigd.
De organisatie was ontstaan na een fusie in 1995 en was de voortzetting van de in 1970 opgerichte Nationale Commissie voor Ontwikkelingsstrategie (NCO), beter bekend als 'De Commissie Claus', en het Platform voor Duurzame Ontwikkeling (PDO) uit 1992.

## Achtergrond en geschiedenis
De Nationale Commissie voor Internationale Samenwerking en Duurzame Ontwikkeling verzette veel werk op bepaalde gebieden. Samenhang tussen 'people, planet en profit' ontwikkelde zich tot een belangrijk thema. Daarmee werd duurzaamheid en samenhang ook binnen ontwikkelingssamenwerking een belangrijk aandachtspunt. Het Platform voor Duurzame Ontwikkeling (PDO) in Nederland verenigde veel verschillende organisaties die zich hier mee bezighielden. Het platform werd opgericht in 1992 en fuseerde in 1995 met de NCO tot de huidige NCDO. In 2003 werd de Nationale Commissie van NCDO opgeheven. Dit was het hoogste orgaan van NCDO waarin vertegenwoordigers van organisaties uit alle geledingen van de samenleving samen kwamen. De Round Table of Worldconnectors for People and the Planet werd beschouwd als opvolger van de Nationale Commissie. Worldconnectors waren prominente en betrokken personen die zich op persoonlijke titel inzetten voor internationale solidariteit, een duurzame en rechtvaardige wereld. Alexander Rinnooy Kan en Willemijn Aerdts traden op als co-voorzitters van de Round Table.